# حزب مردم بلوچستان
حزب مردم بلوچستان (به بلوچی: بلوچستانءِ اُستمانءِ گل، به انگلیسی: Baluchistan People's Party) یک حزب سیاسی ملی‌گرای بلوچ است که هدف خود را تعقیب حقوق سیاسی، اقتصادی و فرهنگی مردم بلوچ ایران و سرنگونی جمهوری اسلامی ایران اعلام کرده و از ایجاد یک نظام سیاسی دموکراتیک، سکولار و فدرال در ایران حمایت می‌کند. این حزب در ۲۱ سپتامبر ۲۰۰۳ تأسیس شد.

## پیشینه
برخی از اعضای این حزب افرادی هستند که از بنیانگذاران و فعالان سازمان دموکراتیک مردم بلوچستان بوده‌اند، و در میان آنان نیروهایی با گرایش چپ نیز وجود دارند. همچنین برخی دیگر از اعضای این حزب به لحاظ اصل و نسب به سرداران و خوانین بلوچستان تعلق دارند. رحیم بندویی عضو شورای مرکزی این حزب، آن را «ادامه متحول شدهٔ سازمان دموکراتیک مردم بلوچستان» می‌داند.

## خط مشی
حزب مردم بلوچستان خود را تابع ایدئولوژی خاصی نمی‌داند و در برنامه و اساسنامهٔ خود، هدفش را دفاع از «حقوق دموکراتیک» مردم بلوچستان اعلام کرده است و به همین دلیل هم در عضوگیری تابع ایدئولوژی و باورهای عقیدتی، مذهبی و خاستگاه طبقاتی و اجتماعی نیست.